# Muschenheim
Muschenheim ist ein Stadtteil von Lich im mittelhessischen Landkreis Gießen.

## Geographie

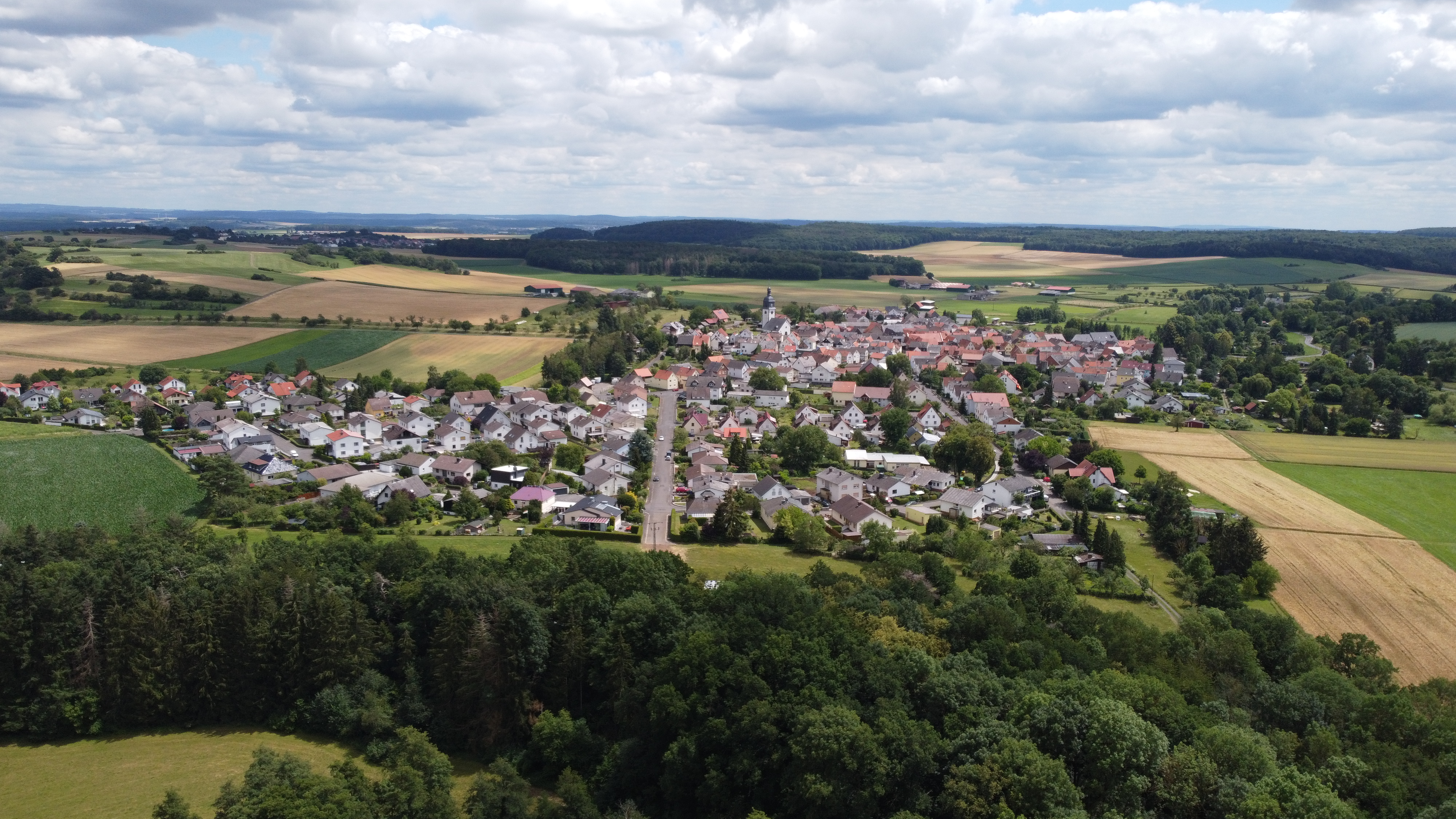
Luftbild von Muschenheim (2020)

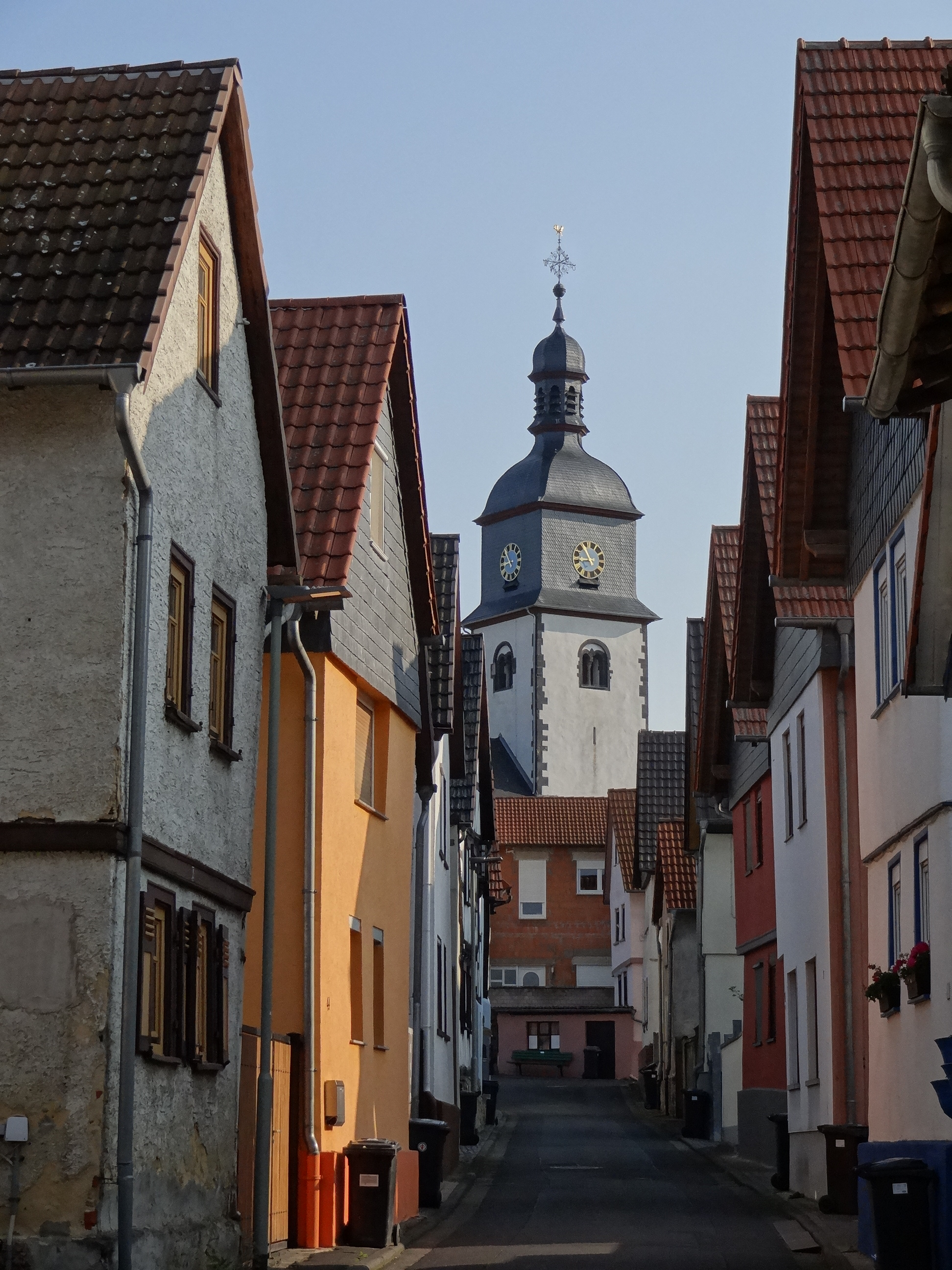
Großgasse, Blick nach Norden

Muschenheim liegt rund vier Kilometer südlich der Kernstadt Lich am linken, östlichen Ufer der Wetter in der nördlichen Wetterau. Die nördliche Gemarkungsgrenze und der Ortsrand grenzen an das Umfeld von Kloster Arnsburg. Die Gemarkungsfläche beträgt 781 Hektar, davon sind 110 Hektar bewaldet (Stand: 1961). Es gibt zwei Waldflächen, den kleineren Vorderwald mit etlichen Hügelgräbern auf einer bis 175 Meter ansteigenden Anhöhe und den größeren Hinterwald, der sich jenseits der südlichen Gemarkungsgrenze weiter fortsetzt und mit dem 199 Meter hohen Wetterbergskopf die höchste Erhebung der Gemarkung aufweist. Am nicht bewaldeten Nordhang des Wetterbergkopfes liegt das Megalithgrab Heiliger Stein. Am Südrand von Muschenheim liegt der Burgstall Muschenheim, eine abgegangene Wasserburg von der fast nichts mehr zu sehen ist, da das Burggelände größtenteils überbaut wurde.

## Ortsgeschichte

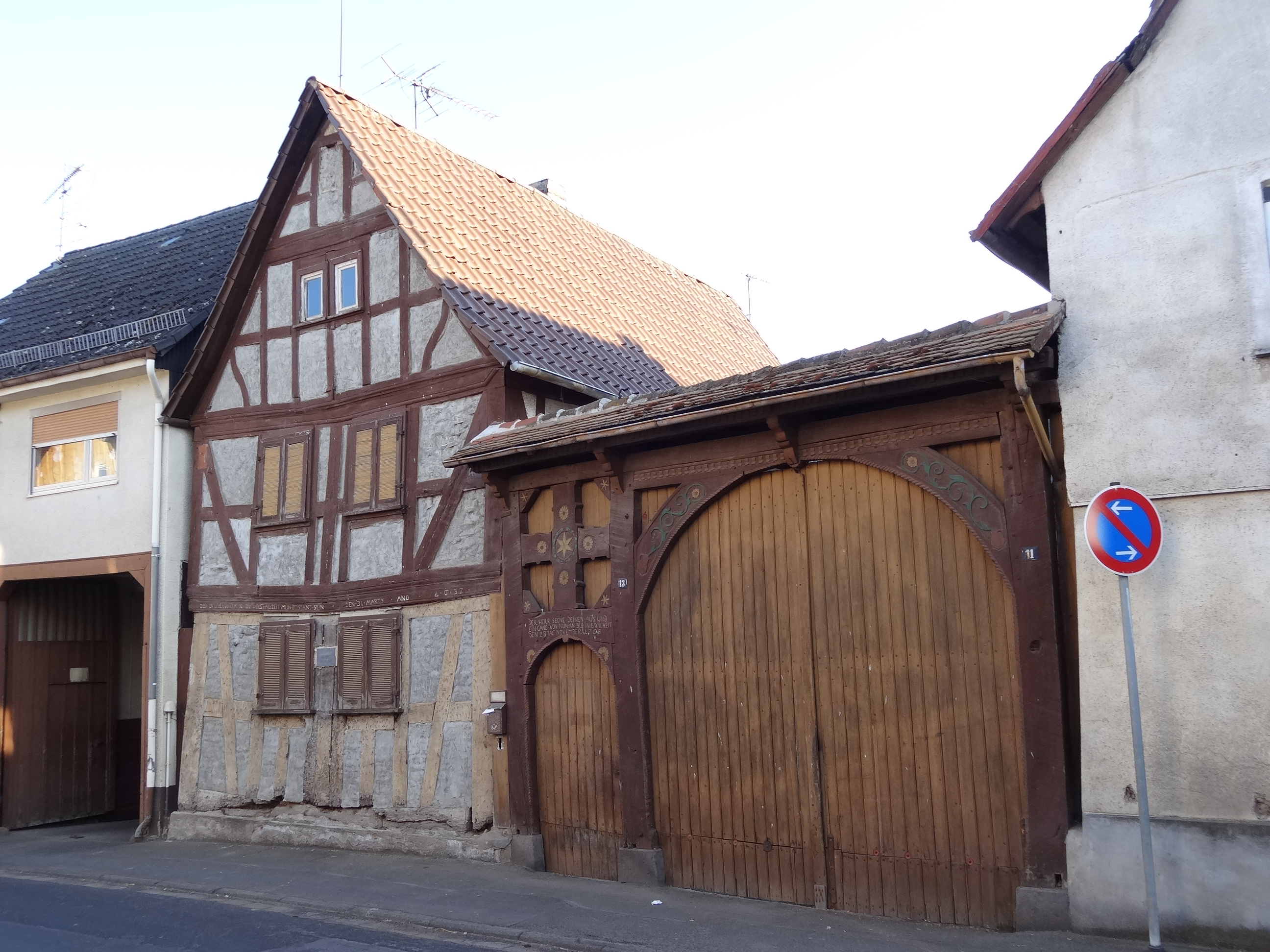
Hessengasse 13, ältestes Haus des Stadtteils

### Früh- und Vorgeschichte
Frühere Besiedlungen lassen sich aus dem 4000–5000 Jahre alten Megalithgrab „Heiliger Stein“ ableiten. Nordwestlich des Ortes bestand ein Römerkastell, das Kastell Arnsburg.

### Mittelalter
Das Bestehen des Ortes lässt sich bis un den Zeitraum 650 bis 802 durch eine Erwähnung im Codex Eberhardi urkundlich zurückverfolgen.  „ein gewisser Ivo und seine Frau Reginhilt übertrugen ... bona sua in Musgenheim“ (seine/ihre Güter in Muschenheim). Bereits hier wird die Siedlungsform des Ortes als villa angegben. In der Zeit zwischen 774 und 800 schenkt Gotefrit dem Kloster Fulda seinen Besitz in Muschenheim.
In einem anderen bedeutenden Kopiar, dem Codex Laureshamensis, wird Muschenheim drei mal genannt. 785 heißt es Lorscher Codex: „... in pago Wetdereiba in uilla Muskenheim ...“ (im Gau Wetterau im Dorf Muschenheim). Ein weiterer Eintrag im gleichen Jahr lautet: „... in Muschenheimer marca“ (in der Mark Muschenheim). Schließlich folgt 798: „...in pago Wedereiba in uilla Moseknheim ...“ Das Kloster Lorsch erhält im Zeitraum von 774 bis um 800 insgesamt fünf Privatschenkungen in Muschenheim.
Der Ortsname wird in der Namensforschung als „Siedlung des Musco“ erklärt.
Bereits 1151 heißt es in einer Urkunde: „... a matre ecclesia Muschenheim“ (von der Mutterkirche Muschenheim).
Die Muschenheimer Pfarrkirche wurde zu Beginn des 13. Jahrhunderts erbaut. In einem Insert wird zwischen 1216 und 1229 ein  „Cunrado pastore in Mussenheim“ (Pfarrherr Konrad in Muschneheim) erwähnt.
Seit 1401 fielen Muschenheim, Birklar und Bettenhausen in den Mühlenbann der Mühle von Muschenheim. In diesem Jahr erneuerte Philipp VIII. von Falkenstein die Schenkung Philipps I. von Falkenstein. Dieser hatte die Muschenheimer Mühle 1261 an das Kloster Arnsburg geschenkt.

### Neuzeit
In Muschenheim gab es seit 1575 eine Schule. Hierhin kamen auch Schüler aus den Nachbarorten, wovon der „Schülerpfad“ nach Bettenhausen kündet. Bis in den Dreißigjährigen Krieg hinein wirkten studierte Theologen hier als Lehrer.
Die Reformation in Muschenheim wurde von Graf Konrad zu Solms 1582 mit der Einführung des reformierten Bekenntnisses „vollendet“. Der Altar in der Kirche wurde durch einen Tisch für die Abendmahlsfeier ersetzt. Trotz der Einführung des reformierten statt des vorherigen lutherischen Bekenntnisses konnten fast alle Pfarrer in der Grafschaft in ihren Gemeinden bleiben. Pfarrer Hermann Pistorius war ab 1576 Pfarrer in Muschenheim; seine Tochter Sibylle heiratete 1597 den reformierten Pfarrer Anton Praetorius, Kämpfer gegen Hexenprozesse und Folter.
Hessische Gebietsreform (1970–1977)
Im Zuge der Gebietsreform in Hessen wurde die bis dahin selbständige Gemeinde Muschenheim zum 31. Dezember 1970 auf freiwilliger Basis in die Stadt Lich eingegliedert. Für Muschenheim wurde, wie für alle Stadtteile von Lich, ein Ortsbezirk mit Ortsbeirat und Ortsvorsteher nach der Hessischen Gemeindeordnung eingerichtet.

### Verwaltungsgeschichte im Überblick
Die folgende Liste zeigt die Staaten und Verwaltungseinheiten, denen Muschenheim angehört(e):

- vor 1742: Heiliges Römisches Reich, Grafschaft Solms-Braunfels (Anteil an der Herrschaft Münzenberg), Amt Hungen
- ab 1742: Heiliges Römisches Reich, Fürstentum Solms-Braunfels (Anteil an der Herrschaft Münzenberg), Amt Hungen
- ab 1806: Großherzogtum Hessen,[Anm. 2] Fürstentum Oberhessen, Amt Hungen (des Fürsten Solms-Braunfels)[17]
- ab 1815: Großherzogtum Hessen, Provinz Oberhessen, Amt Hungen (des Fürsten Solms-Braunfels)[18]
- ab 1820: Großherzogtum Hessen, Provinz Oberhessen, Amt Hungen[Anm. 3]
- ab 1822: Großherzogtum Hessen, Provinz Oberhessen, Landratsbezirk Hungen[19][Anm. 4]
- ab 1841: Großherzogtum Hessen, Provinz Oberhessen, Kreis Hungen
- ab 1848: Großherzogtum Hessen, Regierungsbezirk Friedberg
- ab 1852: Großherzogtum Hessen, Provinz Oberhessen, Kreis Nidda
- ab 1867: Norddeutscher Bund,[Anm. 5] Großherzogtum Hessen, Provinz Oberhessen, Kreis Nidda
- ab 1871: Deutsches Reich, Großherzogtum Hessen, Provinz Oberhessen, Kreis Nidda
- ab 1874: Deutsches Reich, Großherzogtum Hessen, Provinz Oberhessen, Kreis Gießen
- ab 1918: Deutsches Reich (Weimarer Republik), Volksstaat Hessen, Provinz Oberhessen, Kreis Gießen
- ab 1938: Deutsches Reich, Volksstaat Hessen, Landkreis Gießen[20][Anm. 6]
- ab 1945: Amerikanische Besatzungszone,[Anm. 7] Groß-Hessen, Regierungsbezirk Darmstadt, Landkreis Gießen
- ab 1946: Amerikanische Besatzungszone, Hessen, Regierungsbezirk Darmstadt, Landkreis Gießen
- ab 1949: Bundesrepublik Deutschland, Hessen, Regierungsbezirk Darmstadt, Kreis Gießen
- ab 1971: Bundesrepublik Deutschland, Hessen, Regierungsbezirk Darmstadt, Kreis Gießen, Stadt Lich[Anm. 8]
- ab 1977: Bundesrepublik Deutschland, Hessen, Regierungsbezirk Darmstadt, Lahn-Dill-Kreis, Stadt Lich
- ab 1979: Bundesrepublik Deutschland, Hessen, Regierungsbezirk Darmstadt, Landkreis Gießen, Stadt Lich
- ab 1981: Bundesrepublik Deutschland, Hessen, Regierungsbezirk Gießen, Landkreis Gießen, Stadt Lich

### Gerichte seit 1803
In der Landgrafschaft Hessen-Darmstadt wurde mit Ausführungsverordnung vom 9. Dezember 1803 das Gerichtswesen neu organisiert. Für das Fürstentum Oberhessen (ab 1815 Provinz Oberhessen) wurde das „Hofgericht Gießen“ eingerichtet. Es war für normale bürgerliche Streitsachen Gericht der zweiten Instanz, für standesherrliche Familienrechtssachen und Kriminalfälle die erste Instanz. Übergeordnet war das Oberappellationsgericht Darmstadt. Die Rechtsprechung der ersten Instanz wurde durch die Ämter bzw. Standesherren vorgenommen und somit war für Muschenheim ab 1806 das „Patrimonialgericht der Fürsten Solms-Braunfels“ in Hungen zuständig. Nach der Gründung des Großherzogtums Hessen 1806 wurden die Aufgaben der ersten Instanz 1821–1822 im Rahmen der Trennung von Rechtsprechung und Verwaltung auf die neu geschaffenen Land- bzw. Stadtgerichte übertragen. Ab 1822 ließen die Fürsten Solms-Braunfels ihre Rechte am Gericht durch das Großherzogtum Hessen in ihrem Namen ausüben. „Landgericht Hungen“ war daher die Bezeichnung für das erstinstanzliche Gericht, das für Muschenheim zuständig war. Auch auf sein Recht auf die zweite Instanz, die durch die Justizkanzlei in Hungen ausgeübt wurde verzichtete der Fürst 1823. Erst infolge der Märzrevolution 1848 wurden mit dem „Gesetz über die Verhältnisse der Standesherren und adeligen Gerichtsherren“ vom 15. April 1848 die standesherrlichen Sonderrechte endgültig aufgehoben. Durch die Neuordnung der Gerichtsbezirke in der Provinz Oberhessen mit Wirkung vom 15. Oktober 1853 wurde Muschenheim dem Landgericht Lich zugelegt.
Anlässlich der Einführung des Gerichtsverfassungsgesetzes mit Wirkung vom 1. Oktober 1879, infolge derer die bisherigen großherzoglichen Landgerichte durch Amtsgerichte an gleicher Stelle ersetzt wurden, während die neu geschaffenen Landgerichte nun als Obergerichte fungierten, kam es zur Umbenennung in „Amtsgericht Lich“ und Zuteilung zum Bezirk des Landgerichts Gießen. Am 1. Juni 1934 wurde das Amtsgericht Lich aufgelöst und Muschenheim dem Amtsgericht Gießen zugeteilt.

## Bevölkerung

### Einwohnerstruktur 2011
Nach den Erhebungen des Zensus 2011 lebten am Stichtag dem 9. Mai 2011 in Muschenheim 939 Einwohner. Darunter waren 24 (2,6 %) Ausländer. Nach dem Lebensalter waren 168 Einwohner unter 18 Jahren, 375 zwischen 18 und 49, 195 zwischen 50 und 64 und 201 Einwohner waren älter. Die Einwohner lebten in 381 Haushalten. Davon waren 93 Singlehaushalte, 102 Paare ohne Kinder und 129 Paare mit Kindern, sowie 46 Alleinerziehende und 12 Wohngemeinschaften. In 75 Haushalten lebten ausschließlich Senioren und in 243 Haushaltungen lebten keine Senioren.

### Einwohnerentwicklung
| Muschenheim: Einwohnerzahlen von 1830 bis 2020 | Muschenheim: Einwohnerzahlen von 1830 bis 2020 | Muschenheim: Einwohnerzahlen von 1830 bis 2020 | Muschenheim: Einwohnerzahlen von 1830 bis 2020 | Muschenheim: Einwohnerzahlen von 1830 bis 2020 |
| --- | ---------------------------------------------- | ---------------------------------------------- | ---------------------------------------------- | ---------------------------------------------- |
| Jahr |                                                |                                                |                                                | Einwohner                                      |
| 1830 | 1830                                           |                                                | 519                                            | 519                                            |
| 1834 | 1834                                           |                                                | 575                                            | 575                                            |
| 1840 | 1840                                           |                                                | 580                                            | 580                                            |
| 1846 | 1846                                           |                                                | 627                                            | 627                                            |
| 1852 | 1852                                           |                                                | 630                                            | 630                                            |
| 1858 | 1858                                           |                                                | 603                                            | 603                                            |
| 1864 | 1864                                           |                                                | 666                                            | 666                                            |
| 1871 | 1871                                           |                                                | 691                                            | 691                                            |
| 1875 | 1875                                           |                                                | 702                                            | 702                                            |
| 1885 | 1885                                           |                                                | 654                                            | 654                                            |
| 1895 | 1895                                           |                                                | 655                                            | 655                                            |
| 1905 | 1905                                           |                                                | 691                                            | 691                                            |
| 1910 | 1910                                           |                                                | 732                                            | 732                                            |
| 1925 | 1925                                           |                                                | 702                                            | 702                                            |
| 1939 | 1939                                           |                                                | 651                                            | 651                                            |
| 1946 | 1946                                           |                                                | 1.183                                          | 1.183                                          |
| 1950 | 1950                                           |                                                | 1.015                                          | 1.015                                          |
| 1956 | 1956                                           |                                                | 879                                            | 879                                            |
| 1961 | 1961                                           |                                                | 874                                            | 874                                            |
| 1967 | 1967                                           |                                                | 966                                            | 966                                            |
| 1970 | 1970                                           |                                                | 929                                            | 929                                            |
| 1980 | 1980                                           |                                                | ?                                              | ?                                              |
| 1988 | 1988                                           |                                                | 966                                            | 966                                            |
| 2000 | 2000                                           |                                                | ?                                              | ?                                              |
| 2008 | 2008                                           |                                                | 939                                            | 939                                            |
| 2011 | 2011                                           |                                                | 936                                            | 936                                            |
| 2015 | 2015                                           |                                                | 967                                            | 967                                            |
| 2020 | 2020                                           |                                                | 933                                            | 933                                            |
| Datenquelle: Historisches Gemeindeverzeichnis für Hessen: Die Bevölkerung der Gemeinden 1834 bis 1967. Wiesbaden: Hessisches Statistisches Landesamt, 1968. Weitere Quellen: ; 1970:; 1988–2008:; nach 2011: Stadt Lich; Zensus 2011 |                                                |                                                |                                                |                                                |

### Historische Erwerbstätigkeit
Im Jahr 1961 wurden die folgenden Erwerbspersonen gezählt: 214 in Land- und Forstwirtschaft; 187 im produzierenden Gewerbe; 35 in Handel, Verkehr und Nachrichtenübermittlung; 30 im Dienstleistungsbereich oder sonstigen Gewerbe.

### Religion

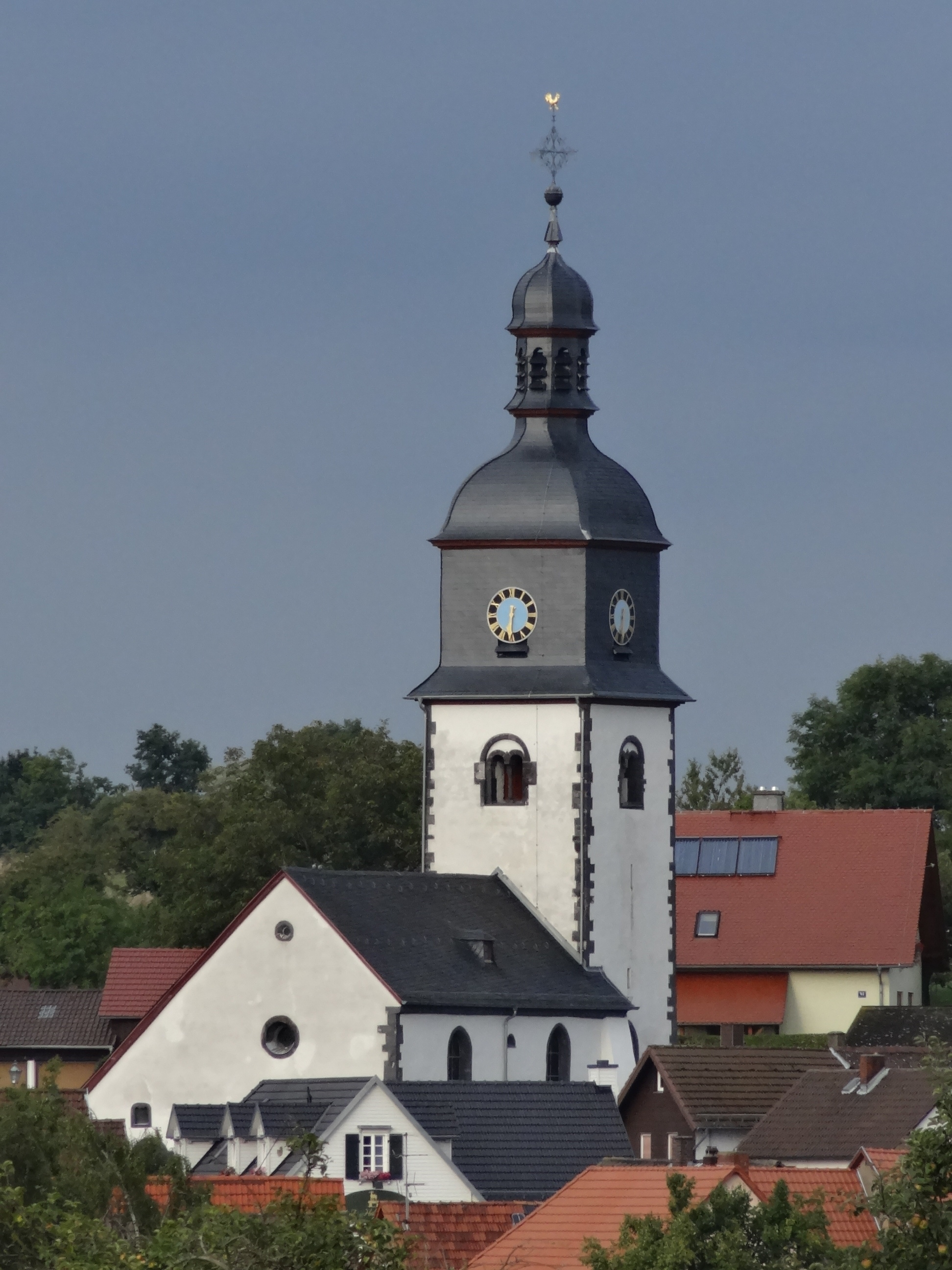
Südwestseite der evangelischen Kirche Muschenheim

Die zu Beginn des 13. Jahrhunderts erbaute Kirche erhebt sich am Kirchberg im Osten hoch über das Dorf und ist von weither zu sehen. Das alte Pfarrhaus steht mitten im Dorf an einem großen Platz an der Hauptstraße, ca. 300 m von der Kirche entfernt. Es war bis zum Verkauf im Jahr 1990 Wohnsitz der reformierten Pfarrer. Der Pfarrer bewohnt seitdem einen Neubau am Ortsrand. Die Pfarrgemeinde Muschenheim gehört der Propstei Oberhessen in der Evangelischen Kirche in Hessen und Nassau an.
Historische Religionszugehörigkeit
| • 1830: | 487 evangelische, 23 katholische und 9 jüdische Einwohner |
| • 1961: | 708 evangelische, 154 römisch-katholische Einwohner       |

## Politik

### Ortsbeirat
Für den Stadtteil Muschenheim besteht ein Ortsbezirk (Gebiete der ehemaligen Gemeinde Muschenheim) mit Ortsbeirat und Ortsvorsteher nach der Hessischen Gemeindeordnung.
Der Ortsbeirat besteht aus sieben Mitgliedern. Bei den Kommunalwahlen in Hessen 2021 betrug die Wahlbeteiligung zum Ortsbeirat 56,11 %. Dabei wurden gewählt: Je ein Mitglied der CDU, der SPD und des Bündnis 90/Die Grünen, sowie zwei Mitglieder der „Freien Wähler“ (FW) und  der Liste „Bürger für ein lebenswertes Lich“ (BfL). Der Ortsbeirat wählte Josef Benner (FW) zum Ortsvorsteher.

### Wappen
| DEU Muschenheim COA.png | Blasonierung: „Am 30. April 1964 wurde der Gemeinde Muschenheim im Landkreis Gießen ein Wappen mit folgender Blasonierung verliehen: Auf goldenem damaszierten Schild in blauem Schrägrechtsbalken ein goldenes archaisches Schwert mit Ortband.“ |
| DEU Muschenheim COA.png | Bedeutung Das Schwert im Wappen bezieht sich auf Funde von prähistorischen Bestattungsplätzen u. a. dem „Heiligen Stein“ und einem Grab mit einem „goldenen Schwert“.                                                                             |

## Kultur und Sehenswürdigkeiten

### Kulturhistorischer Wanderweg Muschenheim

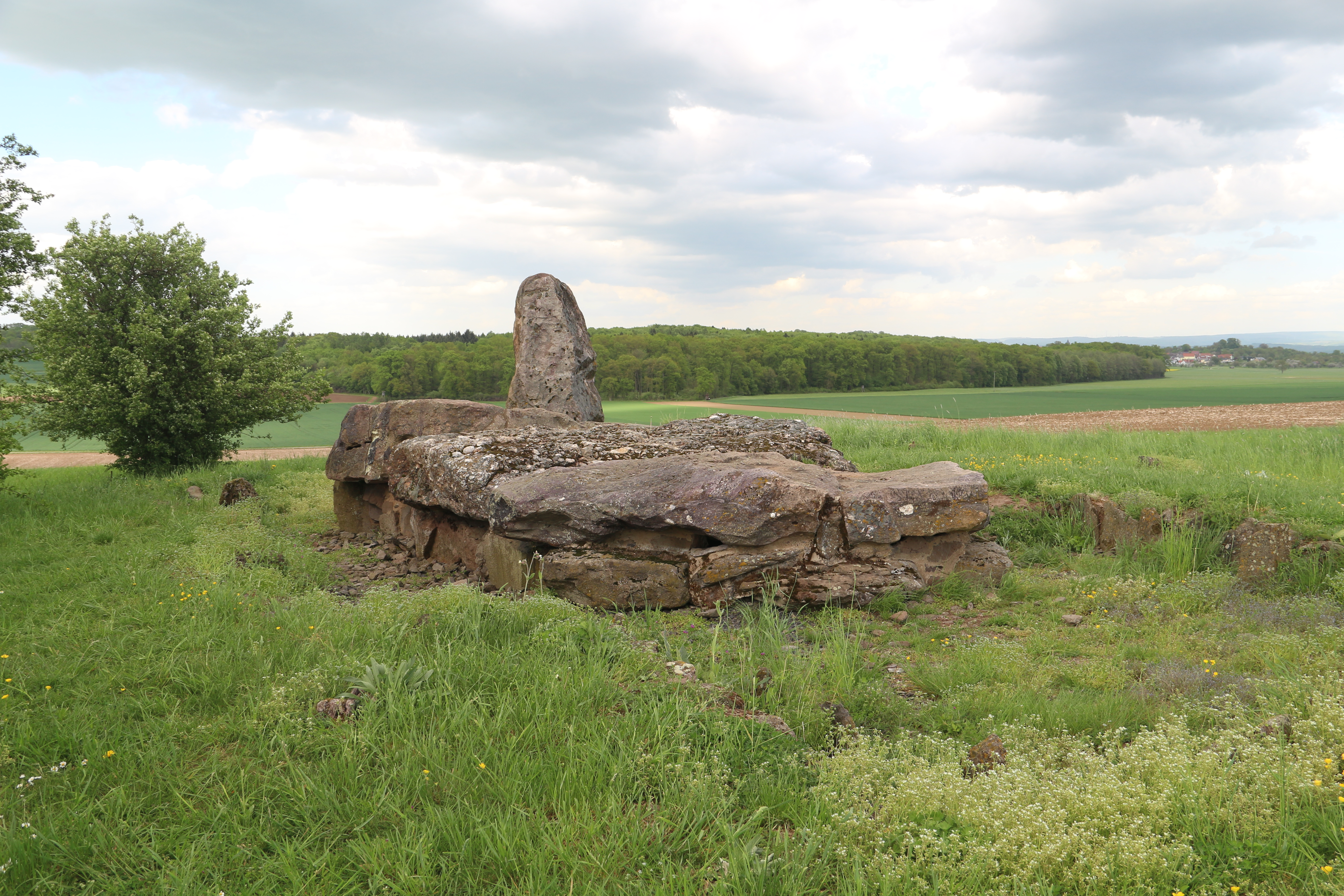
Megalithgrab „Heiliger Stein“

Die Stadt Lich hat den Kulturhistorischer Wanderweg Muschenheim mit 4 Routen ausgewiesen, die vom Naturschutzverein Muschenheim gepflegt und unterhalten werden. Die Strecken führen u. a. an dem römischen Kastell Arnsburg-Alteburg, Hügelgräbern und dem Megalithgrab „Heiliger Stein“ vorbei. Auf den Internetseiten der Stadt und des Naturschutzvereins gibt es Informationen sowie an den ausgewiesenen Parkplätzen entlang des Wanderweges sind entsprechende Flyer ausgelegt.

### Sehenswürdigkeiten
- Megalithgrab Heiliger Stein
- Kastell Arnsburg-Alteburg
- Hügelgräber im Vorderwald
- Ruine Burg Arnsburg
- Ausgrabungen Villa Arnesburg
- Aussichtsturm am Limes zwischen Birklar, Bettenhausen und Muschenheim

### Vereine
- Freiwillige Feuerwehr Muschenheim (gegründet 1934)
- Musikzug der Freiwilligen Feuerwehr Muschenheim (gegründet 1960)
- Freundes- und Förderkreis des Musikzugs der Freiwilligen Feuerwehr Muschenheim e. V.
- Naturschutzverein Muschenheim e. V. mit der bislang deutschlandweit einzigen Naturschutzkönigin
- Faschingsverein Muschem Helau e. V.
- Obst und Gartenbauverein Muschenheim e. V.
- Tischtennis-Gemeinschaft Eberstadt-Muschenheim e. V.
- Verein für Leibesübungen 1946 Muschenheim e. V.
- Dorfverein Muschenheim 2018 e. V.
- Kleintierzuchtverein Muschenheim
- Landfrauenverein Muschenheim

## Verkehr und Infrastruktur
Für den überörtlichen Verkehr wird Muschenheim durch die Landesstraße 3131 erschlossen, welche in der Nähe des Klosters Arnsburg von der Landesstraße 3053 (ehm. Bundesstraße 488) abzweigt und jenseits der Wetter am Ort vorbeiführt. Von der L 3131 zweigt die Kreisstraße K 167 als Brückgasse ab und führt über die Wetter von Süden in den Ort. Am „Alten Rathausplatz“ biegt die K 167 als Hessengasse nach Osten ab in Richtung Bettenhausen, während die K 166 geradeaus weiter über Birklar zur Bundesstraße 457 und zur Kernstadt Lich führt. In der Schulstraße zweigt eine weitere Kreisstraße ab, die K 165 als Klosterweg nach Kloster Arnsburg.
Südlich von Muschenheim liegt in Flussnähe eine Kläranlage am tiefst gelegenen Punkt des Stadtgebietes von Lich.

## Persönlichkeiten
- Charlie Becker (1887–1968), deutsch-amerikanischer Schauspieler
- Wieland Schulz-Keil (* 1945), Filmproduzent, Regisseur